# Amore a prima vista (film 1958)
Amore a prima vista è un film del 1958 diretto da Franco Rossi.

## Trama
Marina è la figlia di un ricco produttore che va per un viaggio in Spagna, in compagnia del suo segretario.